# Spray (Oregon)
Spray é uma cidade  localizada no estado norte-americano de Oregon, no Condado de Wheeler.

## Demografia
Segundo o censo norte-americano de 2000, a sua população era de 140 habitantes.
Em 2006, foi estimada uma população de 124, um decréscimo de 16 (-11.4%).

## Geografia
De acordo com o United States Census Bureau tem uma área de
0,6 km², dos quais 0,6 km² cobertos por terra e 0,0 km² cobertos por água. Spray localiza-se a aproximadamente 546 m acima do nível do mar.

## Localidades na vizinhança
O diagrama seguinte representa as localidades num raio de 44 km ao redor de Spray.